# Comblain-au-Pont
Comblain-au-Pont (valonă Comblin-å-Pont) este o comună francofonă din regiunea Valonia din Belgia. Comuna este formată din localitățile Comblain-au-Pont, Poulseur, Géromont, Halleux, Hoyemont, Mont, Oneux, Pont-de-Scay și Sart. Suprafața totală a comunei este de 22,68 km². La 1 ianuarie 2008 comuna avea o populație totală de 5.401 locuitori. 